# Palais Schönborn-Wiesentheid

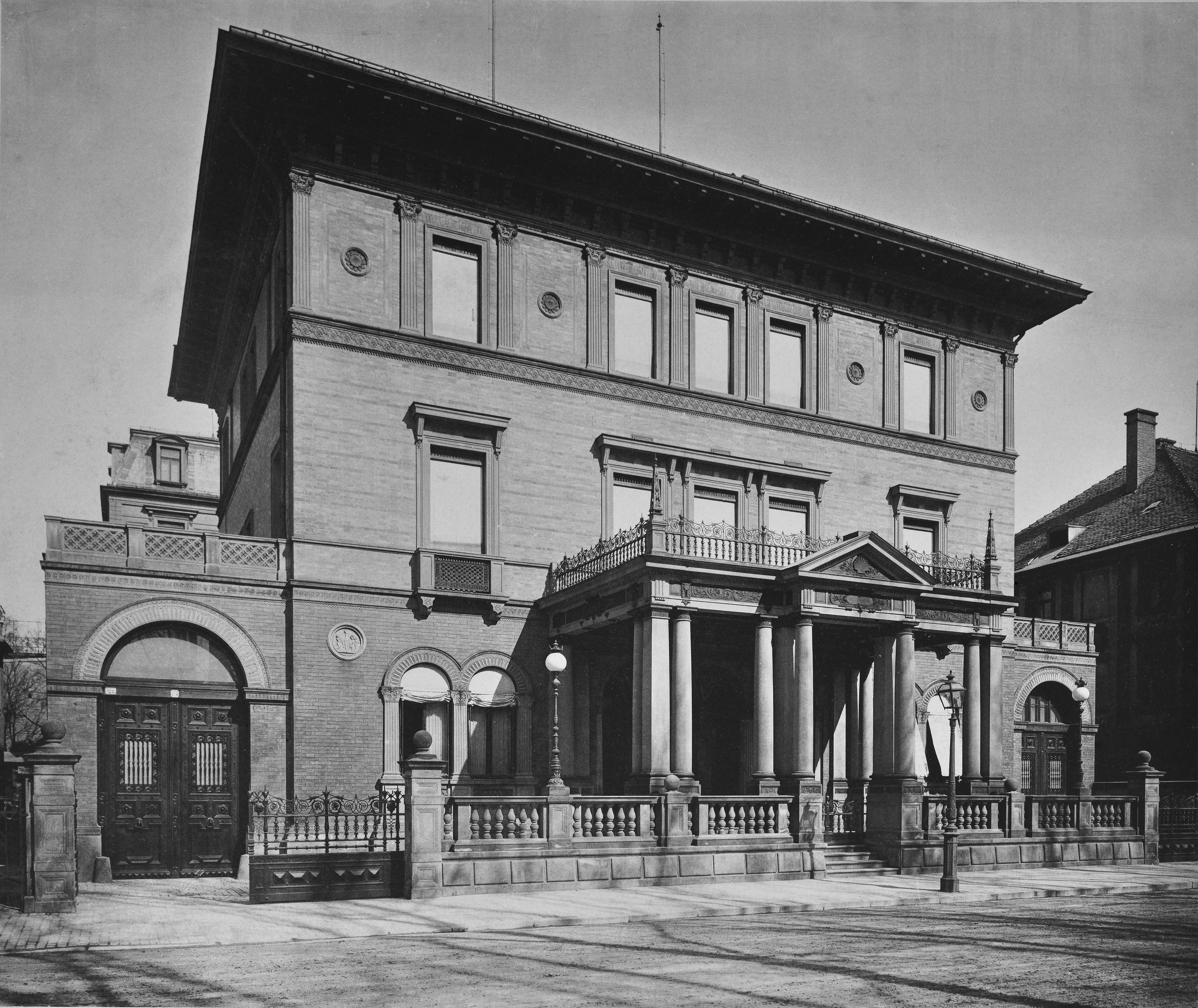
Ansicht nach dem Umbau von 1883–1884

Das Palais Schönborn-Wiesentheid war ein Stadtpalais in München. Es war zeitweise auch unter dem Namen Palais Cramer-Klett bekannt, wurde im Zweiten Weltkrieg zerstört und in den 1950er Jahren vereinfacht wiederaufgebaut.

## Geschichte

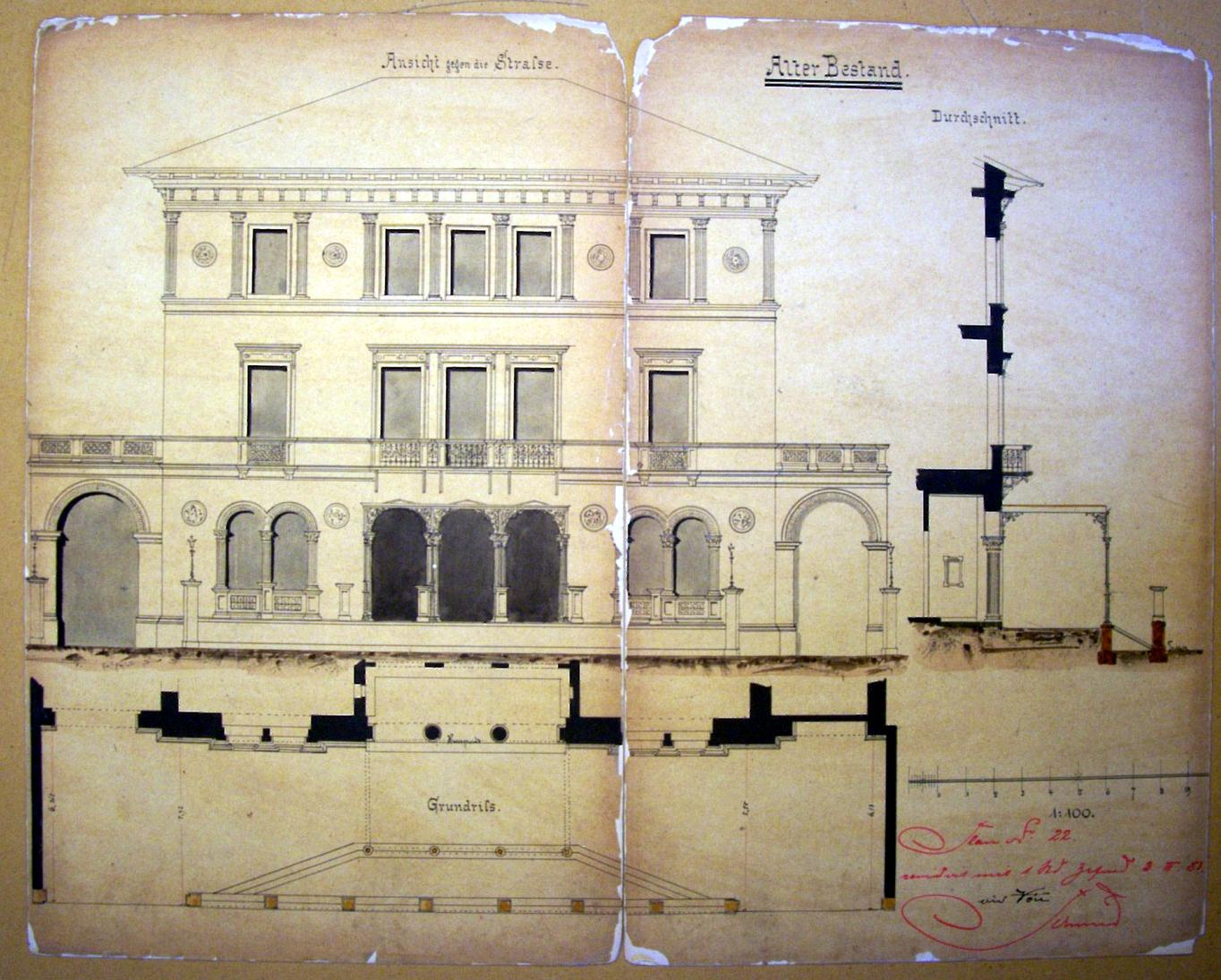
Plan des Palais, 1887

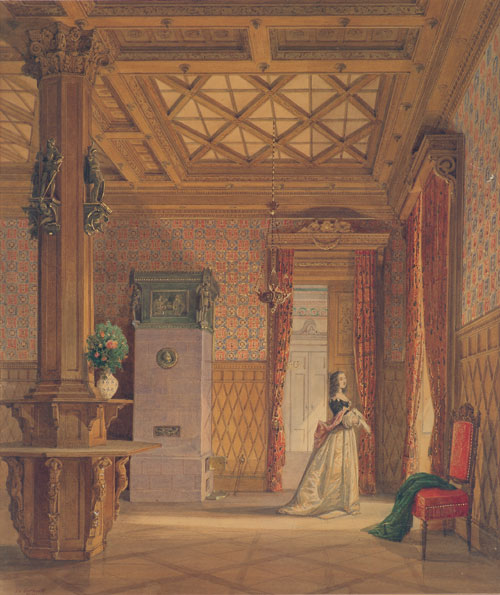
Bernhardinen-Saal im Palais Schönborn, 1846 (Aquarell von Eduard Gerhardt)

Im Juni 1843 erwarb Reichsrat Graf Damian Hugo Erwein von Schönborn-Wiesentheid den Vorgängerbau an der Ottostraße aus dem Besitz des Kämmerers und Gutsbesitzers Ludwig Ritter von Mann-Tiechler. Als Architekten für das zu bauende Stadtpalais beauftragte er den dreißigjährigen Franz Jakob Kreuter mit einem der größten privaten Bauprojekte der Jahrhundertmitte in München. Von 1843 bis 1846 wurden Kreuters Pläne ausgeführt.
1877 erwarb der Unternehmer Reichsrat Theodor von Cramer-Klett das Palais Schönborn, in dessen letzten Lebensjahren das Haus nach Plänen des Nürnberger Architekten  Adolf Gnauth durch den Münchner Baumeister Albert Schmidt verändert wurde. Zu Zeiten der Kunstgalerie von Maria Almas-Dietrich wohnte hier von Cramer-Kletts Sohn, der Gutsbesitzer und Unternehmer Theodor Freiherr von Cramer-Klett junior mit seiner Ehefrau, einem Diener und einem Pförtner. Daneben hatten das Schweizerische Konsulat und eine Technisches Konsortium GmbH ihren Sitz in dem Gebäude.
Kurz vor Kriegsbeginn 1941 befanden sich in dem traditionsreichen Haus das Fremdenverkehrsamt München sowie die Konsulate der Schweiz und der Vereinigten Staaten. Hausbesitzerin war nun Anna Freifrau von Cramer-Klett, „Gutsbesitzers- und Fabrikbesitzerswitwe.“ Am 25. April 1944 erlitt das Haus beim großen Luftangriff auf München einen Bombenschaden. Maria Dietrich übersiedelte samt „Almas“ Galerie in das Gebäude Gustav-Freytag-Straße 5.
Im Juni 1948 legte die Baugesellschaft des Bayerisch-Württembergischen Handwerks mbH im Auftrag von Ludwig Freiherr von Cramer Klett Pläne für einen Wiederaufbau vor. Geplant war ein Gaststättenbetrieb im Erdgeschoss. Bis 1952 wurden die Reste des beschädigten Baus abgetragen und vereinfacht neu errichtet. Die Hausnummer änderte sich in der Folgezeit von 9 auf 19.

## Architektur
Die Fassade des dreigeschossigen Walmdachbaus war – ähnlich der des Palais Dürckheim – mit farblich abgestimmten Klinkerriemchen im Stil der Neurenaissance verkleidet. Plastisch war  die Straßenfront gegliedert mit Lisenen, Fenstereinfassungen und Reliefs aus Sandstein. Der stattliche Bau bezog sich auf den Maximiliansplatz und das Maxtor. Drei Balkone, eine Loggia und ein Wintergarten gaben dem Gedanken einer Gartenstadt jenseits der alten Festungswälle Ausdruck. Zur historistisch gestalteten Einrichtung gehörten Mosaikfußböden, Marmortreppen, Fresken, Wandbespannungen aus Seide und Damast. Ein Aquarell von Eduard Gerhardt hielt die Einrichtung im Bernhardinen-Saal fest.

## Gemäldesammlung
Reichsrat Graf Damian Hugo Erwein von Schönborn-Wiesentheid hatte 1832 Gräfin Sophie von Eltz geheiratet und nach dem Tod seines Vaters Franz 1840 dessen bedeutende Gemäldesammlung geerbt. Sie ging zurück auf die Fürstbischöfe Lothar Franz und Friedrich Karl von Schönborn. Werke von Rembrandt, van Dyk, Peter Paul Rubens, Teniers, Cranach, Albrecht Dürer, Tizian, Giorgione, Tintoretto und Ribera, die sich mit der königlichen Sammlung messen konnten, kamen aus Pommersfelden in die Münchner Maxvorstadt. „Eine gewähltere Sammlung von Gemälden aus neuerer Zeit wird man kaum in einem gräflichen Palast wieder finden und daher betrachten sie alle Kunstfreunde als einen Glanzpunkt der Stadt.“